# Laccophilus bapak
Laccophilus bapak är en skalbaggsart som beskrevs av Balke, Larson och Lars Hendrich 1997. Laccophilus bapak ingår i släktet Laccophilus och familjen dykare. Inga underarter finns listade i Catalogue of Life.